# Rimouski
Rimouski é uma cidade do Canadá, província de Quebec. Está localizado na foz do Rio São Lourenço. Sua área é de 254,16 km², e sua população é de 41 549 habitantes (do censo nacional de 2001), e uma densidade populacional de 164 hab/km².